# Оскуя
Оску́я (Оскуй) — река в Любытинском, Маловишерском и Чудовском районах Новгородской области. Берёт начало в Амельниковском болоте в 6 км к западу от деревни Бабчицы Любытинского района. Впадает в Волхов в 10 км ниже по течению села Грузино Чудовского района. Устье реки находится в 118 км по правому берегу реки Волхов. Длина реки — 114 км, площадь водосборного бассейна — 1470 км². В низовье судоходна.
Берёт начало из болота Спасского. Высота истока — 93 м над уровнем моря. Высота устья — 18,0 м над уровнем моря.
Течение слабое, ширина в половодье местами до 100 м. В низовьях на берегах Оскуи произрастают дубовые рощи.
По одной из версий, новгородские речные разбойники — ушкуйники стали называться так потому, что их парусно-гребные суда первоначально строились в устье именно этой реки (Оскуя на новгородском диалекте звучало как Ускоя/Ушкуя/Ускуй), вблизи Новгорода.

## Притоки
Имеет много мелких притоков, наиболее заметные из которых Танца, Осинка (левые); Шарья (98 км), Обуйка (правые).
- В 10 км от устья, по левому берегу реки впадает река Танца.
- В 24 км от устья, по правому берегу реки впадает река Шарья.
- В 41 км от устья, по правому берегу реки впадает река Осинка.
- В 43 км от устья, по левому берегу реки впадает река Обуйка.
- В 94 км от устья, по левому берегу реки впадает река Комариха.

## Данные водного реестра

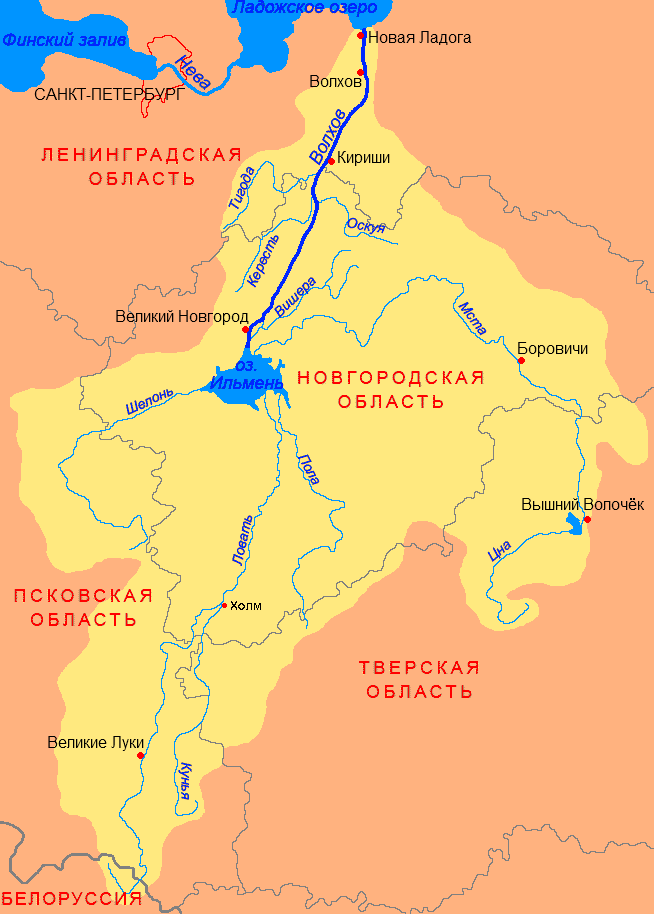
Бассейн Волхова и озера Ильмень

По данным государственного водного реестра России относится к Балтийскому бассейновому округу, водохозяйственный участок реки — Волхов, речной подбассейн реки — Волхов. Относится к речному бассейну реки Нева (включая бассейны рек Онежского и Ладожского озера).
Код объекта в государственном водном реестре — 01040200612102000018929.